# Paulista (Pernambuco)
Paulista è un comune del Brasile nello Stato del Pernambuco, parte della mesoregione Metropolitana do Recife e della microregione di Recife.

## Storia
La località di Paulista era già presente nel XVI secolo. Faceva parte della città di Olinda, dalla quale è stata staccata, diventando un município indipendente, il 4 settembre 1935.

## Sport
La principale squadra di calcio di Paulista è l'Íbis Sport Club, noto come o pior time do mundo ("la peggiore squadra del mondo"), appellativo che ha ricevuto per il gran numero di risultati negativi, comprendenti un periodo di quasi quattro anni senza vincere alcuna partita. Altre squadre di calcio che in passato hanno rappresentato la città sono il Paulistano e l'Unibol.